# Heteragrion consors
Heteragrion consors – gatunek ważki z rodziny Heteragrionidae. Występuje na terenie Ameryki Południowej.